# Felipe Azevedo
Felipe Azevedo dos Santos (Ubatuba, 10 de janeiro de 1987) é um futebolista brasileiro que atua como atacante. Atualmente defende o São Bernardo.

## Carreira

### Início
No ano de 2008 jogou pelo Ituano, clube por qual se destacou. Em 2009, Felipe Azevedo foi contratado pelo Paulista de Jundiaí. Pouco aproveitado na equipe, foi emprestado ao Santos.
O atacante foi novamente emprestado em 2010, dessa vez para o Petržalka, da Eslováquia.

### Ceará
Em junho de 2011, mesmo quando estava desacreditado, Felipe Azevedo foi contratado pelo Ceará, por onde tornaria-se ídolo. Em uma vitória por 3–0 contra o Bahia, no dia 28 de agosto, o atacante fez o centésimo gol do Ceará no ano. Após balançar as redes contra América Mineiro, Fluminense, Avaí e Santos, o jogador teve uma grande atuação no dia 19 de novembro, anotando um hat-trick na vitória por 3–1 contra o Grêmio, no Estádio Olímpico.
No dia 29 de março de 2012, Felipe Azevedo destacou-se ao marcar quatro gols num jogo contra o Guarani de Juazeiro. O jogador despertou o interesse de clubes da Série A, pois seu contrato de empréstimo acabaria no dia 31 de maio. O atacante se desligou do Ceará no dia 15 de maio de 2012, com 30 gols em 59 partidas.

### Sport
No mesmo ano, o Sport comprou metade dos seus direitos federativos junto ao Paulista de Jundiaí, com Felipe Azevedo chegando para disputar o Campeonato Brasileiro. O atacante foi apresentado oficialmente no clube rubro-negro no dia 17 de maio.
Após três temporadas de altos e baixos, deixou o Leão em maio de 2015.

### Ponte Preta
Foi oficializado como novo reforço da Ponte Preta no dia 6 de maio de 2015.

### Retorno ao Ceará
Após uma temporada na Tailândia, onde defendeu o Chiangrai United, Felipe Azevedo acertou seu retorno ao Ceará no dia 24 de dezembro de 2017.

## Títulos
Ceará
- Troféu Chico Anysio: 2012[16]
- Campeonato Cearense: 2012 e 2018

Sport
- Campeonato Pernambucano: 2014
- Copa do Nordeste: 2014

Chiangrai United
- Copa da Tailândia: 2017

### Prêmios individuais
- Artilheiro do Campeonato Cearense: 2012 (16 gols)
- Melhor Atacante do Campeonato Cearense: 2012
- Artilheiro da Copa da Tailândia: 2017 (6 gols)